# Bae Yeon-ju
Bae Yeon-ju (in hangŭl: 배연주; 26 ottobre 1990) è una giocatrice di badminton sudcoreana.

## Palmarès

### Mondiali
- 1 medaglia:
  - 1 bronzo (Canton 2013 nel singolo)

### Giochi asiatici
- 3 medaglie:
  - 1 argento (Incheon 2014 a squadre)
  - 2 bronzi (Canton 2010 a squadre; Incheon 2014 nel singolo)

### Sudirman Cup
- 2 medaglie:
  - 2 bronzi (Qingdao 2011; Dongguan 2015)

### Uber Cup
- 5 medaglie:
  - 1 oro (Kuala Lumpur 2010)
  - 2 argenti (Wuhan 2012; Kunshan 2016)
  - 2 bronzi (Giacarta 2008; New Delhi 2014)